# 6 zer
6 zer – singel polskiego rapera Taco Hemingwaya, promujący minialbum zatytułowany Umowa o dzieło. Wydawnictwo, w formie digital download ukazało się 6 czerwca 2015 roku własnym nakładzie. Tekst utworu został napisany przez Filipa Szcześniaka.

## Nagrywanie
Utwór wyprodukowany przez Rumaka został zarejestrowany w studio na Muranowie. Za mastering i miks odpowiada Michał Baj Kompozycja była promowana teledyskiem, za reżyserię odpowiada Łukasz Partyka. Singiel ukazał się w wersji fizycznej na płycie CD, wraz z dwoma remixami utworu w liczbie 2 tys. sztuk.

## Przyjęcie
Singiel rapera był kamieniem milowym w jego karierze, który otworzył mu drogę do kariery. Parę miesięcy po wydaniu utworu, raperem zaczęły interesować się media, a on sam zaczął zdobywać coraz to większą popularność. Rafał Krause ze strony screengers.pl pozytywnie ocenił singiel chwaląc rapera za chwytliwe teksty, układanie rymów, choć czasami zarzucając im prostotę, a Rumaka pochwalił za wpadający w ucho bit. Antoni Barszczak, redaktor strony porcys.pl napisał w swojej recenzji że singla słucha się przyjemnie i czeka na resztę materiału. Teledysk promujący utwór, został nominowany w kategorii Innowacja na Festiwalu Yach Film.

## Lista utworów
Opracowano na podstawie materiału źródłowego.
1. „6 zer” (produkcja: Rumak) – 3:52
2. „6 zer” (produkcja: DJ Eprom) – 3:52
3. „6 zer (Instrumental)” (produkcja: Rumak) – 3:52

## Nagrody i wyróżnienia
| Rok  | Kategoria     | Nagroda                   | Rezultat  |
| ---- | ------------- | ------------------------- | --------- |
| 2015 | Teledysk roku | Onet – Najlepsi 2015      | Nominacja |
| 2015 | Innowacja     | Yach Film                 | Nominacja |
| 2016 | Singiel roku  | Plebiscyt Hip-hop & WuDoo | Nominacja |

## Notowania

### Listy przebojów
| Autor                     | Notowanie                          | Najwyższa pozycja |
| ------------------------- | ---------------------------------- | ----------------- |
| Polskie Radio Program III | Lista przebojów Programu Trzeciego | 17                |
| Spotify                   | Spotify Chart Week                 | 59                |

### Pozycja roczna (2015)
| Autor                     | Notowanie                          | Najwyższa pozycja |
| ------------------------- | ---------------------------------- | ----------------- |
| Polskie Radio Program III | Lista przebojów Programu Trzeciego | 88                |

## Personel
Opracowano na podstawie materiału źródłowego.
| - Filip Szcześniak – słowa, rap - Maciej Ruszecki – produkcja muzyczna - Łukasz Partyka – teledysk - Staszek Koźlik – realizacja nagrań - Michał Baj – miksowanie, mastering |